# Михаил Исаковски
Михаил Василиевич Исаковски (на руски: Михаи́л Васи́льевич Исако́вский; Глотовка, Смоленск, 19 януари 1900 г. – Москва, 20 юли 1973 г.) е руски поет, лауреат два пъти на Държавната награда на Съветския съюз (1943, 1949), Герой на социалистическия труд (1970). Член на ВКПБ от 1918 г.
Комунист от ранна възраст, той пише много стихотворения и песни във възхвала на режима; но най-известната му песен несъмнено е най-аполитичната „Катюша“.

## Биография
Първото стихотворение на Михаил Исаковски е „Войнишка молба“, публикувано във вестник Ноември 1914 г.
Михаил Исаковски е роден в село Глотовка, Еленски уезд, Смоленска губерния, в семейство на бедни етнически руски селяни. Местен свещеник го научава да чете и пише. Първото му стихотворение „Просьба солдата“ е публикувано през 1914 г. във вестник „Нов“. През 1918 г. се присъединява към Комунистическата партия на Съветския съюз. От 1921 до 1931 г. работи в смоленските вестници.
През 1926 г. като редактор на вестник той помага на своя млад и талантлив сънародник Александър Твардовски. През 1927 г. излиза първата му книга със стихове „Провода в соломе“, която се харесва на Максим Горки. През 1931 г. напуска Москва.
Много стихове на Исаковски са музикализирани. Най-известните са „Катюша“ (муз. Матвей Блатнер), „Враги сожгли родную хату (муз. Матвей Блатнер), „В лесу прифронтовом, „Прелетните птици летят“, „Самотен акордеон“ и др.
Неговите песни „Каким ты был, таким ты и остался“ и „Ой, цъфти Калина“ с музика на Исак Дунаевски са използвани като саундтрак към филма „Казаците от Куба“ (Куба, 1949) от Иван Пириев.
Песента „Врагове изгориха родната му колиба“ (1945 г.) след публикуването ѝ е официално критикувана за „гибел и мрак“ и не е отпечатана или изпята до 1956 г.
В резултат на сътрудничеството с Владимир Захаров стиховете на Исаковски са превърнати в песни, които се появяват в репертоара на хор „Пятницки“. Най-известните от тях са „Покрай село“ (Вдол деревни), „Прощаване“ (Провожанье), „А кой знае?“ (И кой го знае). Според Александра Пермякова, музикален директор на сегашния хор „Пиатницки“, тези песни правят хора известен.
Два пъти получава Държавната награда на СССР за своите „Радостни песни“ (1943, 1949). През 1970 г. е удостоен със званието герой на социалистическия труд. Награден е и с 4 ордена на Ленин и с други ордени и медали. Издал е много книги със стихове, както и книгата „За поетическото майсторство“. Известен е и с преводите си от украински, беларуски и някои други езици. Научава и есперанто.
Михаил Исаковски умира на 20 юли 1973 г. и е погребан на Новодевическото гробище.